# Barrio Urca
El barrio Urca es un barrio de la ciudad de Córdoba, en Argentina. Se ubica en la zona noroeste.
Es una de las zonas residenciales menos antiguas de la ciudad.
Sus límites oficiales son: por el norte, la calle Mariano Larra, por el sur calle Emilio Lamarca, por el este avenida Sagrada Familia y por el oeste la calle Julio Borda.

## Transporte público
Las líneas de colectivos que unen el barrio y alrededores con otros sectores de la ciudad son:
| Corredor   | Líneas         |
| ---------- | -------------- |
| Corredor 8 | - 80 - 81 - 83 |

## Nombre
El nombre URCA es una sigla que significa "Unión Residencial Cerro Anexo".